# Casa d'Areny-Plandolit
La Casa d’Areny-Plandolit és una de les cases més destacades d’Ordino, Andorra. L’edifici data del segle XVII (1613) i es va anar transformant al llarg dels segles seguint l’ascens social i econòmic de la família.
Alguns dels hereus d’aquesta nissaga varen tenir un paper notable en la política andorrana, especialment al llarg del segle XIX amb la figura de Guillem Areny-Plandolit, moment de màxima esplendor de la casa i la família.
A partir de l’any 1953 la casa va quedar en desús fins a l’any 1972, moment en el qual el Consell General de les Valls la va comprar i la va restaurar amb l’objectiu d’obrir la casa-museu que actualment es pot visitar, inaugurada l’any 1986.

### Els orígens de la casa. La família i les aliances
Al llarg del període 1600-1900, la casa Areny-Plandolit d’Ordino va ser una de les més destacades de la vall d’Andorra. El primer hereu ben documentat és Guillem Areny Vidal, fill de Peirona Vidal de Segudet i de Guillem Areny.
A principis del segle XVII, els membres de la casa Areny solen aparèixer a la documentació amb la fórmula de “pagès”. Tanmateix, a partir de 1630 apareixen com a “negociant o mercader” i com a “notari”, fet que ens indica que la casa Areny estava relacionada amb el comerç i l’agricultura en aquella època, encara que també varen optar per una política d’inversió de finques a totes les parròquies. Posteriorment, ja als segles XVIII i XIX, la família va optar per invertir en la siderúrgia, arribant a tenir unes quatre fargues arreu del territori, entre les quals destaca la Farga Areny.
A l’inici del segle XVIII, els membres de la casa apareixen a la documentació amb la fórmula “ramader d’Ordino”. De fet, la documentació mostra que la casa estava emparentada amb les cases ramaderes més influents de les valls d'Andorra (Joan Antoni de la Mosquera, Teixidor de Sispony, etc.).
No obstant això, gràcies a la línia de creixement que seguia la família, a partir d’aquest segle les aliances matrimonials ja no es buscaven només dins del Principat. De fet, la unió amb Victòria Gallart Boix marcà un canvi en la política matrimonial de la casa: l’elecció dels consorts ja no es feia a Andorra. Llavors, per adequar-se amb el creixent estatus social del llinatge, els pretendents es buscaven dins els rangs de la noblesa catalana (Senaller, Jordana, Plandolit, etc.). Aquest tipus d’elecció no s’aplicava als cabalers, tot i que el seu destí no es deixava de banda. Entre altres, el germà de Guillem Areny Torres fou abat a Llessui, el seu oncle fou ardiaca major de la catedral d’Urgell, i el seu net, que havia cursat els estudis a Madrid, obtingué el càrrec d’oïdor de sa majestat el rei a Granada.

### Un pas cap a la noblesa. Els títols nobiliaris de la família

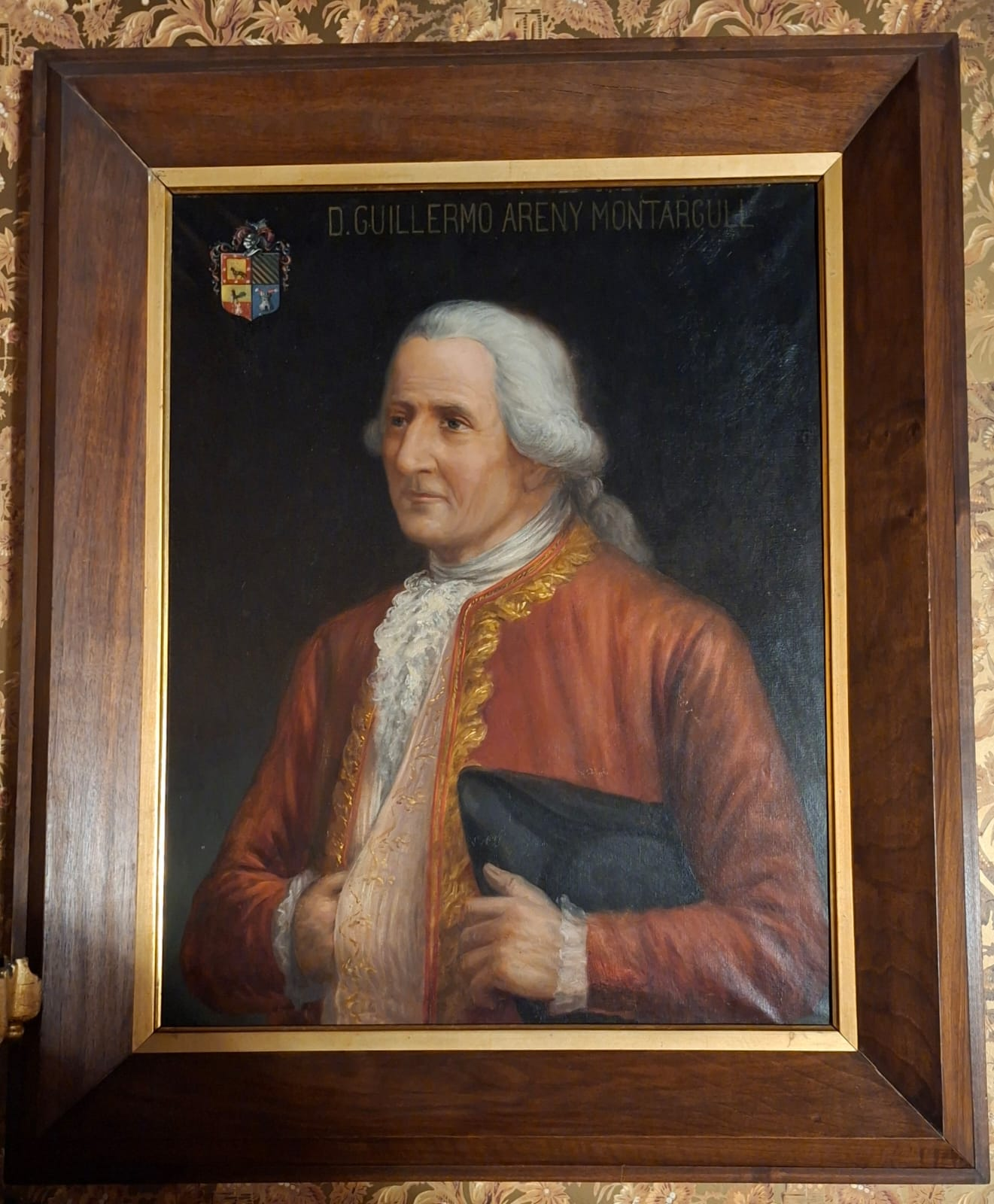
Guillem Areny Montargull

L’any 1719, les tropes franceses van entrar a Catalunya per la Cerdanya i es varen instal·lar a Castellciutat, l’any següent els soldats del príncep Francesc Pius de Savoia expulsaren els invasors. L’endemà d’aquests fets, la tropa de Felip V es trobava sense avituallament i el bisbe d’Urgell (Simeó de Guinda) va demanar ajuda als andorrans.
Guillem Areny Torres va ser un dels principals proveïdors de subministraments i farratges per a l’armada espanyola, i gràcies a aquest fet obtingué del rei el títol de cavaller. El seu fill va fer prova de noblesa i va aconseguir mantenir el títol i posteriorment, es va casar amb la filla d’un ciutadà honrat de Barcelona (de la casa Montargull). Amb la generació posterior, gràcies al matrimoni de Josepa Areny-Montargull (1749-1778) i Antoni de Senaller Jordana, la família va quedar emparentada amb la família dels barons de Senaller, és a dir que l’ennobliment del llinatge s’obtingué per via de casament.
L’any 1821 es van casar Maria Rosa Areny Jordana amb Josep de Plandolit de Targarona Pons, unint les nissagues Areny i Plandolit.Així doncs, progressivament de generació en generació la casa Areny havia passat d’aliar-se amb una noblesa rural local a fer-ho amb l’aristocràcia reconeguda en l’àmbit català. A mitjan segle XIX, la família d’Areny-Plandolit formava part de la bona societat barcelonina.

### La casa i la política andorrana dels segles XVIII i XIX

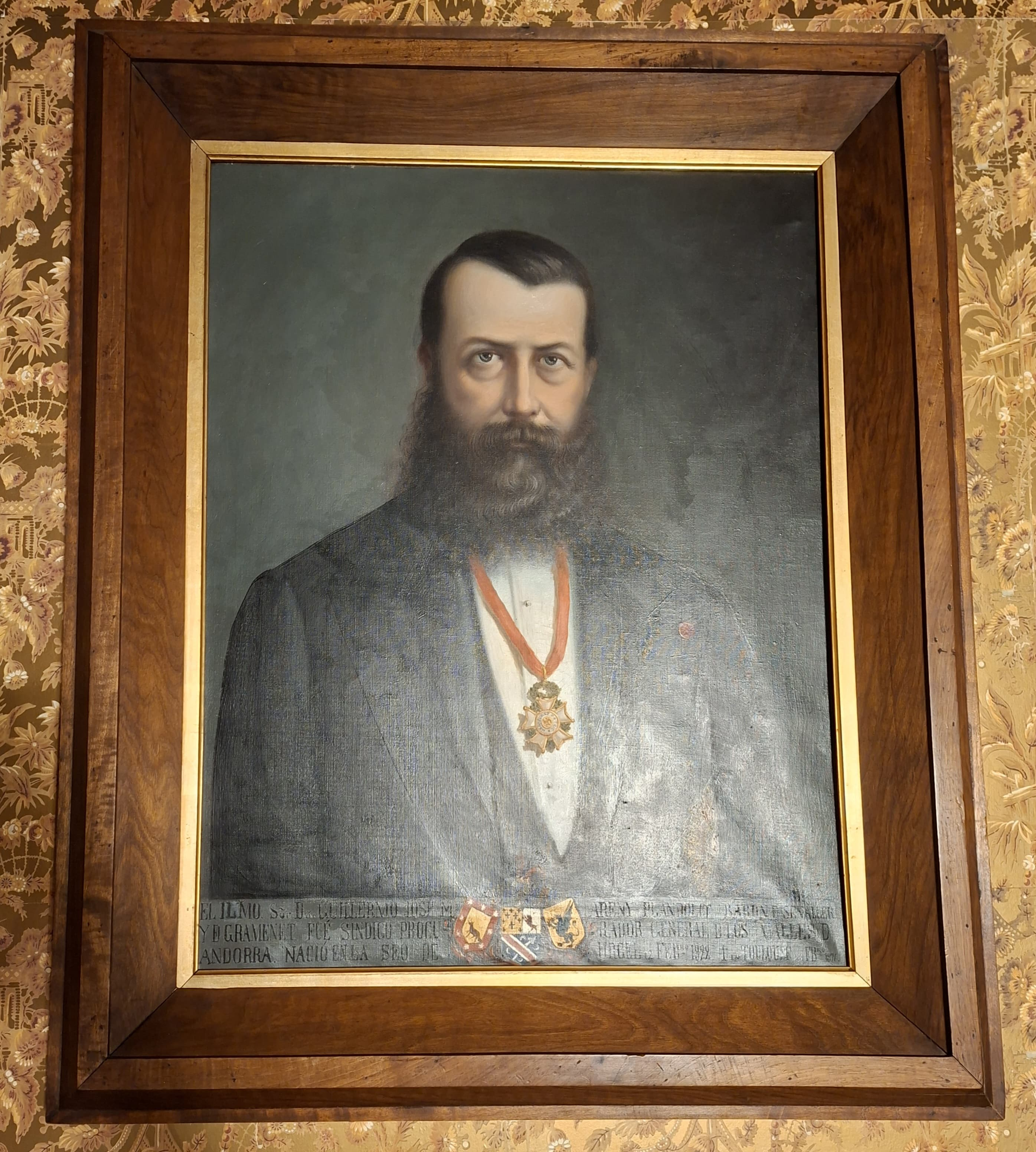
Guillem Areny Plandolit

Alguns dels membres més destacats d’aquesta nissaga van tenir un paper clau en la configuració de l’Andorra moderna. Guillem Areny Montargull va ser síndic de les Valls d’Andorra entre els anys 1777-1785 i l’any 1788. El seu fill, Guillem Areny Solà, també va ser un dels síndics (1798-1804) que va viure els inicis de la Revolució Francesa.
Ja al segle XIX, cal ressaltar el paper que va jugar Guillem Areny Plandolit, tercer baró de Senaller i Gramenet, qui va ser síndic general entre els anys 1866 i 1868, tot sent un dels principals promotors de la Nova Reforma de 1866.
A grans trets, la Nova Reforma pretenia modificar la política del país atorgant el dret de vot i el dret a ser escollit a tots els caps de casa d’Andorra, instaurava mecanismes de control per les institucions i establia la incompatibilitat entre càrrecs polítics.
No obstant això, Guillem Areny Plandolit l’any 1868 va tenir un seguit de confrontacions amb el Consell General en relació amb la construcció d’un casino i va haver de dimitir i exiliar-se del país.

## De casa a casa-museu

### Restauració
La casa va estar habitada fins a l’any 1953. L’any 1972 el Consell General va adquirir la casa i les obres de la restauració van ser enllestides l’any 1985. L’any següent s’inaugurava el que coneixem com a Museu Casa d’Areny-Plandolit.

### La casa-museu

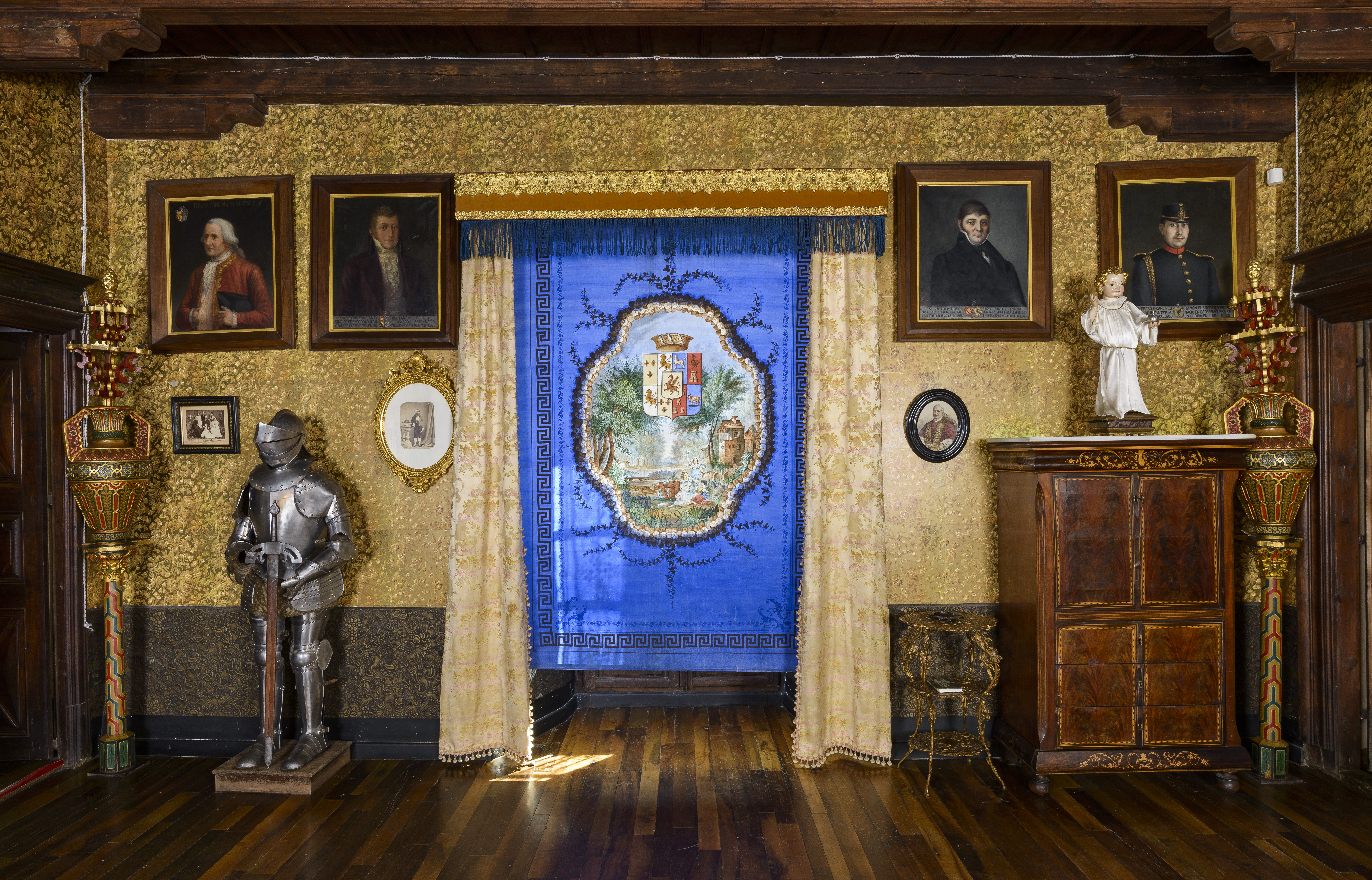
Sala noble de la casa-museu

En aquesta casa es pot veure una gran quantitat d’espais habitables poc necessaris en una societat rural, algun d’ells fruit de les aficions (caça, esgrima, boxa…) o professions d’alguns membres de la família i d’altres que evoquen la intensa vida social burgesa que la família mantenia a Barcelona (sales de música, sala noble, biblioteca, capella, laboratori fotogràfic...), tota una excepció per la societat andorrana de l’època.
La casa està distribuïda en tres pisos. La planta baixa correspon als cellers del vi i de l’oli i al rebost, on la família emmagatzemava productes derivats de la matança del porc, pa, làctics i mel, en ser el lloc més fred de la casa. Al primer pis s’hi pot trobar la sala gran, la cuina, el menjador modernista, amb dues vaixelles del segle XIX, la sala noble, les habitacions del baró i la baronessa, la capella i la biblioteca.
Finalment, al cap de casa es pot visitar un laboratori fotogràfic, la consulta de Pau-Xavier Plandolit Plandolit, tres habitacions i des del desembre de l’any 2022 es pot gaudir de l’experiència immersiva “El somni de Don Guillem”, una experiència amb hologrames que permet al visitant reviure la història de Guillem d’Areny-Plandolit i d’Andorra.

### Jardins
Els jardins de la casa d’Areny-Plandolit tenien una característica única a Andorra: van ser els primers jardins creats amb un objectiu simplement decoratiu. Els antics horts de la casa es van convertir en un espai de lleure. La major part de la vegetació era autòctona, però s’ha de destacar la plantació de plataners que s’havien importat.

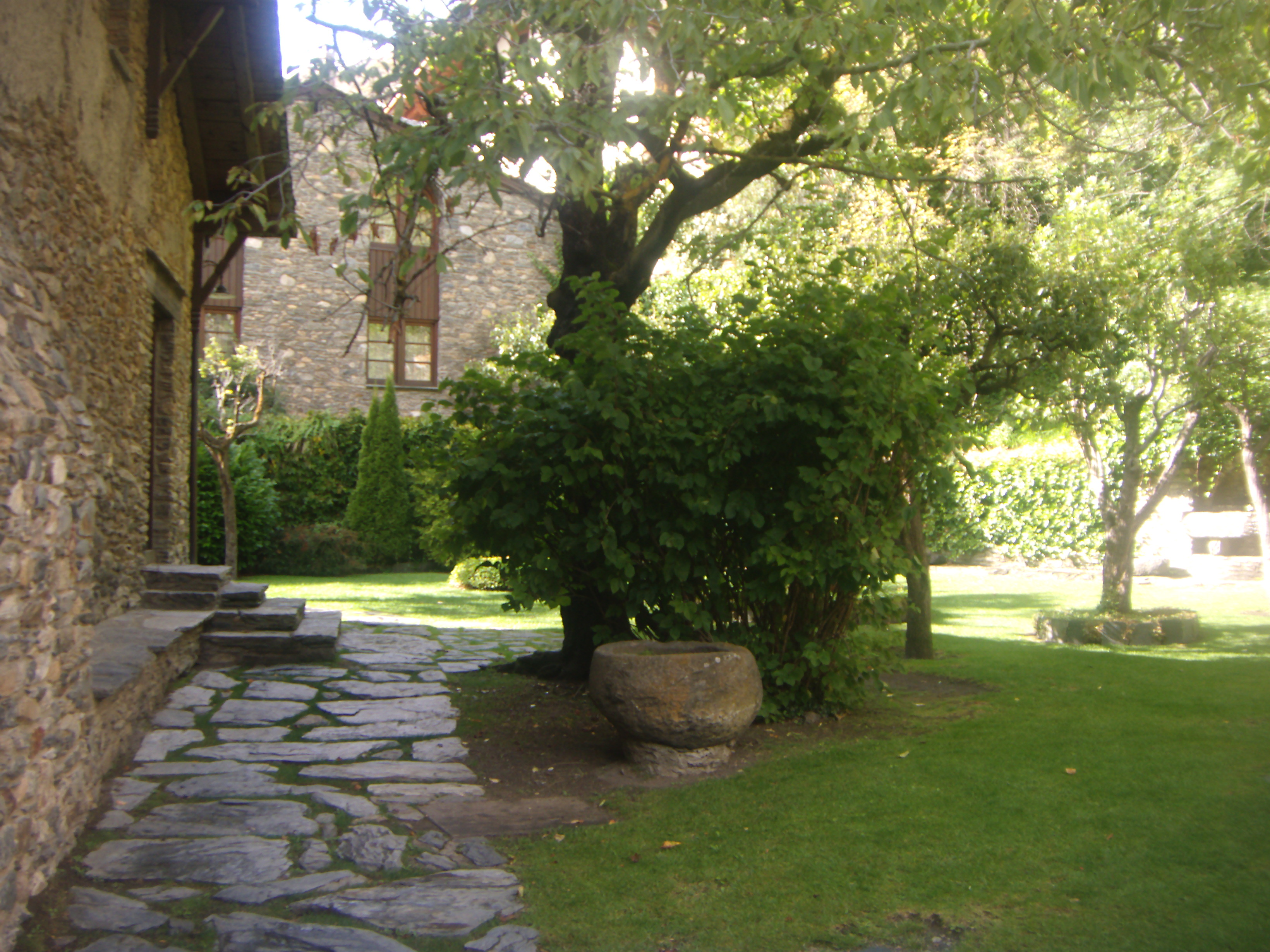
Jardins de la casa

Dins d’aquest espai es pot visitar també el “jardí dels boixos”, un jardí centenari que rodeja l’actual Auditori Nacional d’Andorra (antic Museu de Ciències Naturals inaugurat per Pau-Xavier Plandolit Plandolit).
A més a més, es poden contemplar l’obra “Homenatge a Andorra”, de l’artista japonès Toshimitsu Imai, i l’escultura “Andorra” d’Ernest Altès, la qual forma part, juntament amb la casa, de la Ruta del Ferro als Pirineus.